# 中国人民武装警察部队政治工作部
中国人民武装警察部队政治工作部，位于北京市，是中国人民武装警察部队总部机关职能部门，负责中国人民武装警察部队政治工作。

## 沿革
1983年1月，中国人民武装警察部队总部成立，总部机关设有司令部、政治部、后勤部。中国人民武装警察部队总部机构原定是正兵团级，后来改为副大军区级，其司令部、政治部、后勤部为正军级。1995年12月，中央军委决定：中国人民武装警察部队总部从副大军区级调整为正大军区级，中国人民武装警察部队总部司令部、政治部从正军级调整为副大军区级。
2016年改革前，中国人民武装警察部队政治部下设：组织部、干部部、宣传部、联络部、群工部、人民武警出版社。
2016年1月1日，新华社发布《中央军委关于深化国防和军队改革的意见》，其中将推进武警部队改革列为2016年改革任务之一，2016年年底前将“基本完成阶段性改革任务”。2016年3月初，武警部队开始按新体制编制运行，武警部队机关由之前的司令部、政治部、后勤部改为四部委（参谋部、政治工作部、后勤部、纪律检查委员会）。

## 机构设置
- 组织局[5]
- 干部局[6]
- 兵员和文职人员局[6]
- 宣传局[7]

……
直属单位
- 武警部队政治工作部宣传文化中心[8]

……

## 历任领导
| 主任 1. 李振军（1983年3月—1984年10月，兼任） 2. 龚杰（1984年10月—1985年11月） 3. 张海天 少将（1985年11月—1990年1月） 4. 李之云 少将（1990年1月—1993年6月） 5. 张钰钟 武警少将（1993年6月—1996年4月） 6. 李栋恒 少将（1996年4月—2003年12月） 7. 秦怀保 武警少将（2003年12月—2009年6月） 8. 魏亮 武警少将（2009年6月—2010年7月） 9. 于建伟 武警少将（2010年7月—2013年7月） 10. 姚立功 武警少将（2013年7月—2015年7月） 11. 方向 少将（2015年7月—2015年12月） 12. 颜晓东 武警少将（2015年12月—2018年7月） 13. 高伟 武警中将（2018年10月—2021年6月） 14. 汪利平 武警中将（2021年6月—2022年4月） 15. 薛宏伟 武警中将（2022年6月—） | 副主任 - 许德善（1983年7月—1989年7月） - 呼延振邦 武警少将（1986年7月—1996年7月） - 王宏远 武警少将（1992年10月—1997年12月） - 喻林祥 武警少将（1993年12月—1997年10月） - 王培生 武警少将（1993年12月—1999年1月） - 树久雪 武警少将（1993年12月—2003年12月） - 刘世民 武警少将（1996年5月—1999年12月） - 祖书勤 武警少将（1996年12月—2006年12月） - 陈献智 武警少将（1997年10月—2006年12月） - 张铭 武警少将（1997年12月—2000年5月） - 胥昌忠 武警少将（1998年12月—2005年5月） - 方江南（2000年5月—2003年12月） - 高炎 武警少将（2000年10月—2003年7月） - 李清印 武警少将（2002年8月—2005年7月） - 徐德学 武警少将（2003年7月—2007年10月） - 张补旺 武警少将（2005年7月—？） - 张德顺 武警少将（2007年1月—？） - 郑顺民 武警少将（2007年3月—2009年1月） - 于建伟 武警少将（2009年1月—2010年7月） - 贾方亮 武警少将（2009年10月—？） - 赵北臣 武警少将（2010年7月—？） - 卢津平 武警少将（2010年—？） - 张继钢 武警少将（2012年—2016年） - 陈国桢 武警少将（2012年10月—） - 侯小勤 武警少将（2013年9月—？） - 汪象华 武警少将（2013年—2016年） - 林卿 武警少将（2015年6月—） - 魏智威 武警少将（2016年—） - 李吟 武警少将（2017年7月—） |